# Abréaction
Une abréaction est, en psychanalyse, la réduction de la tension émotive lorsque l'affect et la verbalisation du souvenir font irruption en même temps à la conscience. Des gestes et des paroles expliquent l'expérience qui a donné naissance à cette tension.
Ce phénomène se produit particulièrement dans les cures psychanalytiques au moment où, dans le cadre du transfert analytique, sont levées les résistances contre des affects qui n'ont pas été ressentis comme ils auraient dû l'être dans le passé.
Pour résumer, c'est le processus de décharges émotionnelles qui, en libérant l'affect lié aux souvenirs d'un traumatisme jusqu'alors refoulé, en annule les effets pathogènes.

## Une décharge émotionnelle
L'abréaction est une décharge émotionnelle par laquelle un analysant se libère de l'affect attaché au souvenir d'un événement traumatique, lui permettant ainsi de ne pas devenir pathogène. 
Dans les années 1893-1895, Freud et Breuer travaillent sur l'hystérie et sur son traitement possible par l'hypnose. Pour Freud, de la façon dont le sujet a été capable de réagir face à un événement traumatique, dépend le caractère pathogène de l'affect lié au souvenir de cet événement. Cette réaction originelle du sujet face à un événement négatif a pu prendre la forme immédiate de réflexes involontaires (réactions non maîtrisées), ou bien celle de réponses plus ou moins adaptées et élaborées, pouvant aller de simples pleurs jusqu'à l'édification d'une stratégie de vengeance. Si cette réaction est suffisamment importante, une grande part de l'affect rattaché à l'événement disparaît. En revanche, si cette réaction est réprimée ou insuffisamment ex-primée, l'affect demeure attaché au souvenir et le sujet conserve un trauma pathogène qui diminue la puissance d'agir et l'aptitude du sujet au bonheur. L'abréaction est la voie normale et saine qui permet au sujet de réagir à un événement et d'éviter que celui-ci ne conserve un quantum d'affect pathogène trop important. Cependant, cette réaction doit être "adéquate" afin d'être pleinement libératrice et cathartique. Dans quelques cas, une abréaction physiologique massive, "d'un seul bloc" peut permettre au sujet d'expulser l'affect et d'empêcher sa cristallisation au sein du souvenir. Cependant, si cette abréaction du corps n'est pas suffisamment spontanée, le sujet ne réussira qu'à exprimer son mal être, jour après jour, manifestant son trauma pathogène, crise après crise.

## L'abréaction par le langage
L'autre voie est celle de l'expression et de la représentation du souvenir pathogène par le langage. Freud a toujours soutenu que l'homme trouve un substitut à l'acte dans le langage. Le souvenir toxique peut être intégré et décrit par le sujet dans une série associative qui permettra la remise en place de l'événement traumatique au sein du système symbolique du langage, ce qui confère au sujet la capacité de regarder "en face" son trauma en le verbalisant et en le comprenant. Parler de son traumatisme, le cerner avec toujours plus de précision, c'est l'amener à la représentation, c'est alléger le souvenir de sa charge émotionnelle négative. Lorsqu'il travaillait à l'aide de l'hypnose, Freud pensait que l'abréaction se produisait par "usure" de l'affect au cours des associations libres de l'individu. Cependant, l'hypnose produisant des associations par suggestion, Freud a renoncé à son emploi au profit de la cure analytique, qui mobilise le sujet et favorise l'expression d'associations "libres" mettant en évidence les mécanismes de défense et de refoulement. Freud comprit progressivement que l'événement traumatique l'était, non seulement du point de vue du corps victime d'une réalité toxique, mais toujours en même temps du point de vue du système de représentation imaginaire/symbolique du sujet. Je suis traumatisé dans mon corps induit immanquablement que je suis traumatisé dans ma vision du monde ; mon imaginaire et mon découpage du monde en sont inévitablement marqués et ébranlés. Aussi ne s'agira-t-il plus, pour Freud, de tenter d'expulser l'affect par une abréaction physiologique "ex corpus, ex machina", ou par les vertus artificielles de l'hypnose, en se plaçant dans les deux cas dans une vision "énergétique" du trauma, mais de provoquer l'abréaction par la prise de conscience du sujet, son expression et sa représentation, ce qui favorise la remise en place et la réappropriation d'un univers imaginaire/ symbolique par l'individu. Où l'on comprend que l'individu traumatisé lutte non seulement contre son affect, mais aussi contre tous les refoulements, les jugements moraux et les représentations s'y rapportant.
L'abréaction adaptée est donc celle qui permet à l'individu de reprendre pleinement sa place au sein d'une représentation imaginaire/symbolique intégrée et assumée.